# Solace (album de Ion Dissonance)
Pour les articles homonymes, voir Solace.
Albums de Ion Dissonance
Breathing Is Irrelevant Minus the Herd
Solace est le deuxième album studio du groupe de Deathcore canadien Ion Dissonance, sorti le 6 septembre 2005 sur le label Abacus Recordings. 
C'est le dernier album de Ion Dissonance enregistré avec le chanteur Gabriel McCaughry. Ce dernier quittera en effet le groupe avant l'enregistrement de leur album studio suivant, Minus the Herd.

## Musiciens
- Gabriel McCaughry – chant
- Antoine Lussier − guitare
- Sebastien Chaput − guitare
- Xavier St-Laurent − basse
- Jean-François Richard − batterie

## Liste des titres
1. Play Dead... And I'll Play Along – 4:08
2. O.A.S.D. – 3:16
3. Cleansed by Silence – 3:39
4. She Strychnine – 3:30
5. Nil :: Solaris – 2:56
6. Lecturing Raskolnikov (or How to Properly Stab an Old Widow) – 3:24
7. You're Not Carving Deep Enough – 2:41
8. Shut Up, I'm Trying to Worry – 3:46
9. Signature – 3:14
10. A Prelude of Things Worse to Come – 11:06